# Tcl
Tcl hay TCL (viết tắt từ Tool Command Language) là một ngôn ngữ thông dịch mạnh mẽ và dễ sử dụng. Nó có thể chạy trên nhiều hệ điều hành khác nhau.
Tcl được Giáo sư John Ousterhout của Đại học California tại Berkeley xây dựng vào năm 1988, đầu tiên từ ý tưởng xây dựng một ngôn ngữ thông dịch hiệu quả, và sau đó là bộ thư viện kèm theo có thể tái sử dụng trong các chương trình sau này.
Mục tiêu chính của Tcl là một embedded command language (ngôn ngữ lệnh nhúng được) thể hiện ở 3 nội dung sau:
- Ngôn ngữ có thể mở rộng được: mỗi chương trình đều có thể bổ sung các đặc điểm vào ngôn ngữ một cách tự nhiên như chính thư viện vốn có của ngôn ngữ.
- Ngôn ngữ phải đơn giản và có tính tổng quát, do đó có thể làm việc với nhiều chương trình mà không làm giới hạn tính năng của chúng.
- Ngôn ngữ có tính gắn kết giữa các phần mở rộng khác nhau trong một chương trình.

Tcl được ứng dụng trong các lĩnh vực từ trên máy tính cá nhân cho đến các ứng dụng mạng, quản trị, kiểm tra.

## Mở rộng
Các gói mở rộng (package) của Tcl bao gồm:
- Expect: là gói được Don Libes viết bằng ngôn ngữ Tcl vào đầu năm 1990. Khi sử dụng cùng với gói Expect, Tcl trở thành một công cụ để kiểm tra các ứng dụng chạy trên console (cửa sổ dòng lệnh).
- Tk: là gói mở rộng để xây dựng giao diện người dùng đồ họa (GUI) với ngôn ngữ Tcl. Tk được Ousterhout bắt đầu viết vào năm 1988 và đến 1990 thì có nhiều tính năng sử dụng được. Bộ Tk hiện giờ không chỉ hoạt động trong Tcl mà còn được cặp với các ngôn ngữ khác (dưới dạng các bindings) như Perl/Tk với ngôn ngữ Perl và Tkinter với ngôn ngữ Python.